# Phaonia aureoloides
Phaonia aureoloides är en tvåvingeart som beskrevs av Hsue 1984. Phaonia aureoloides ingår i släktet Phaonia och familjen husflugor. Inga underarter finns listade i Catalogue of Life.